# Tadeusz Byrski

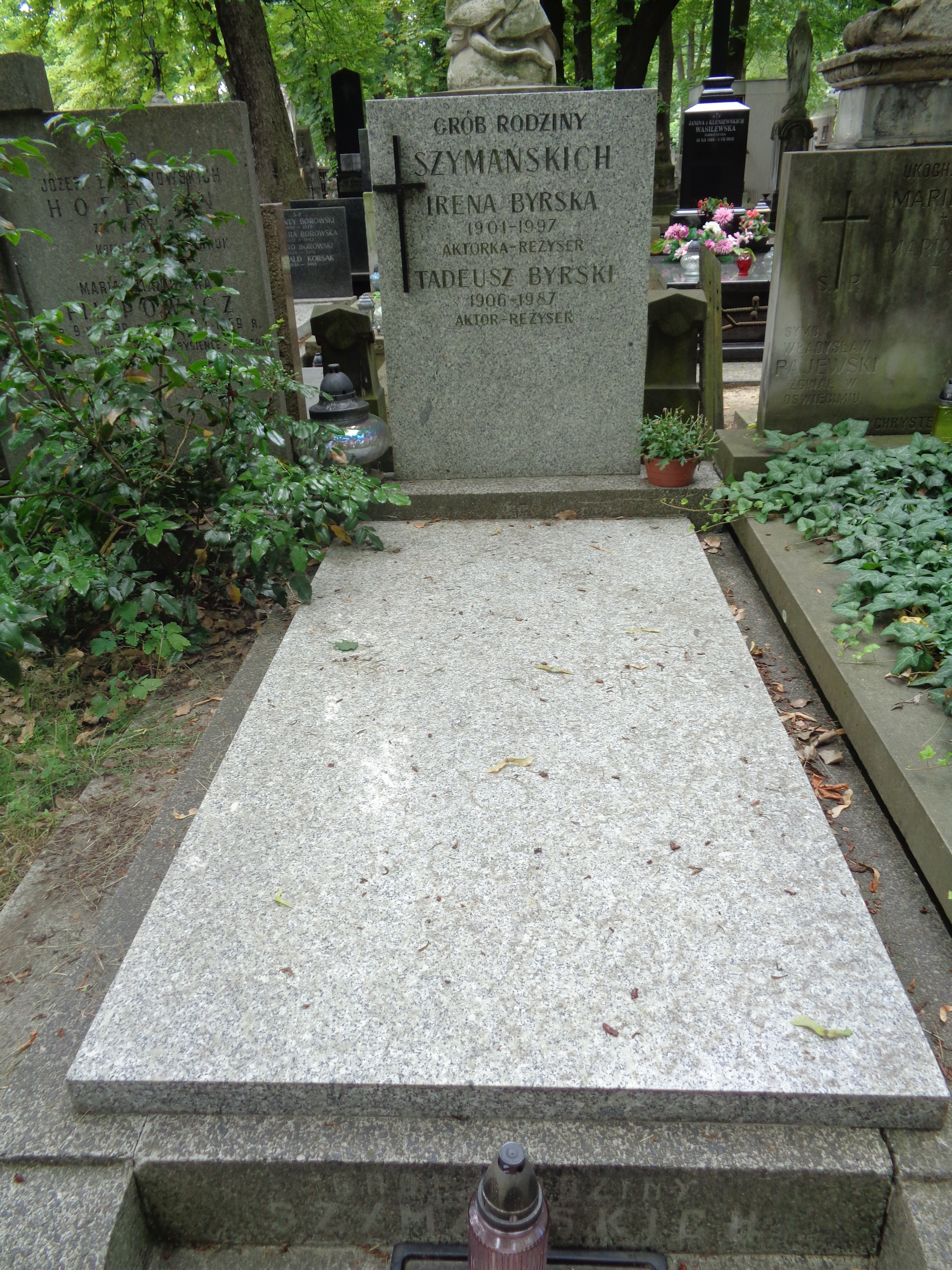
Grób Tadeusza Byrskiego na cmentarzu Powązkowskim w Warszawie

Tadeusz Byrski, ps. Tadeusz (ur. 15 sierpnia 1906 w Krakowie, zm. 2 kwietnia 1987 w Warszawie) – polski reżyser teatralny, pionier teatru radiowego w Polsce. 

## Życiorys
Urodził się w rodzinie Stanisława i Karoliny Byrskich. Był bratem Stanisława Romana – scenografa, dyrektora teatru i malarza. W latach 1923–1929 studiował na Wydziale Humanistycznym Uniwersytetu Warszawskiego, od 1924 był słuchaczem szkoły aktorskiej przy Teatrze Reduta, w sezonie 1925/1926 aktorem tego teatru. W 1926 zdał eksternistyczny egzamin aktorski i do 1929 występował na scenach teatrów warszawskich. Od 1929 był pracownikiem Rozgłośni Polskiego Radia w Wilnie, gdzie był m.in. sekretarzem programu i kierownikiem programu, a także jednym z głównych twórców teatru radiowego. Z pracy zrezygnował po konflikcie z wojewodą wileńskim Ludwikiem Bociańskim. W latach 1937–1939 był głównym reżyserem w Rozgłośni Polskiego Radia w Wilnie.
W czasie II wojny światowej pracował fizycznie, uczestniczył w podziemnym życiu kulturalnym, organizował spektakle teatralne. Był pracownikiem referatu literackiego Sekcji Polskiego Radia Delegatury Rządu na Kraj.
W latach 1945–1946 kierował Instytutem Artystycznym w Kazimierzu Dolnym, w którym szkolono wiejskich działaczy kulturalnych. W latach 1946–1948 pracował początkowo jako wychowawca w domu dziecka, następnie jako wykładowca w Państwowej Wyższej Szkole Teatralnej w Warszawie i warszawskiej rozgłośni Polskiego Radia. W latach 1948–1949 kierował Sceną Opolską Teatrów Śląsko-Dąbrowskiej, w latach 1949–1951 był kierownikiem Teatru Polskiego Radia. W sezonie 1951/1952 był kierownikiem artystycznym Sceny Toruńskiej Teatrów Ziemi Pomorskiej. W latach 1952–1958 pracował jako dyrektor Teatru im. Stefana Żeromskiego w Kielcach, a jego placówka była uważana za jeden z najlepszych teatrów lokalnych. W sezonie 1958/1959 kierował poznańskimi teatrami Polskim i Nowym, w latach 1962–1966 był reżyserem w Teatrze im. Juliusza Osterwy w Gorzowie Wielkopolskim (dyrektorem była wówczas jego żona), w latach 1966–1971 reżyserem w Teatrze Nowym w Łodzi. W 1971 przeszedł na emeryturę. W kolejnych latach reżyserował jeszcze sporadycznie w teatrach w całej Polsce (ostatni raz w 1986, w Teatrze Wybrzeże w Gdańsku).
Był członkiem Klubu Krzywego Koła i członkiem jego zarządu, w 1975 podpisał List 59. 23 sierpnia 1980 dołączył do apelu 64 uczonych, pisarzy i publicystów do władz komunistycznych o podjęcie dialogu ze strajkującymi robotnikami.
W 1976 opublikował książkę Teatr-radio. Wspomnienia, wznowioną w pełnej, nieocenzurowanej wersji w 2015 pod tytułem W pogoni za teatrem.
Mąż aktorki i reżyserki Ireny Byrskiej, z którą współpracował przez większą część kariery zawodowej. Miał troje dzieci: Marię Krzysztofa, Agnieszkę i Katarzynę.
Zmarł w Warszawie, pochowany na cmentarzu Powązkowskim (kwatera 163-3-33).

## Ordery i odznaczenia
- Krzyż Kawalerski Orderu Odrodzenia Polski (15 lipca 1954)[1]
- Medal 10-lecia Polski Ludowej (28 lutego 1955)[6]

## Nagrody
- Wyróżnienie zespołowe (z żoną Ireną) przyznane przez Podkomitet Literatury i Sztuki Nagrody Państwowej za działalność artystyczną w teatrach Kielce - Radom (1955)[7]
- Nagroda artystyczna Prezydium WRN w Kielcach (1957)
- Nagroda miasta Kielce za działalność artystyczną (1958)
- wyróżnienie na I KST w Kaliszu za reżyserię Hamleta w Teatrze im. W. Bogusławskiego w Kaliszu (1961)

Źródło:.